# Jardin Jungle Karlostachys
Der Jardin Jungle Karlostachys ist ein 15 ha großer Park an der Route de Beaumont in Eu, Département Seine-Maritime (Frankreich) nahe dem gallorömischen Oppidum Briga am Wald von Eu (einem 93 km² großen Mischwald). 

## Name
Der Name Karlostachys kommt von „Karlos“ (Charles, dem Vornamen des Besitzers) und von „Stachys“ als Abkürzung für Phyllostachys, dem Gattungsnamen des Bambus.

## Der Garten
Der Park wurde 1994 durch Charles Boulanger in Eu angelegt und 2012 der Öffentlichkeit zugänglich gemacht.
Der Garten ist in mehrere Teile aufgeteilt: Neben dem Arboretum mit zahlreichen seltenen Bäumen wie Zypressen oder Mammutbäumen gibt es einen Bambusgarten, einen ummauerten Garten mit Rhododendron und anderen Gehölzen sowie eine Eukalyptusanpflanzung.
Daneben gehören Bienenstöcke, Brombeersträucher, alte, vermodernde Bäume, Efeu und wilde Waldreben zum Garten. Im Garten werden keine Pestizide, Dünger, Insektizide oder Fungizide verwendet. Damit wird nicht nur die lokale Artenvielfalt geschützt, sondern auch das Wachstum von Kulturpflanzen gefördert. Brennnesseln bleiben erhalten, um die vielen Schmetterlingsarten zu ernähren.